# Redarowie
Redarowie – średniowieczne plemię słowiańskie z grupy plemion lechickich, należące do wieleckiej grupy plemion – Związku wieleckiego – często w nim dominowali. Uznane przez kronikarzy germańskich za najbardziej wojownicze spośród plemion wieleckich.
Redarowie zamieszkiwali u źródeł Tollense. Głównym grodem była Radogoszcz – miejsce kultu m.in. boga Swarożyca. W latach 1973–1980 odkryto tzw. Groß Raden – gród znajdujący się na ziemiach Redarów z IX-X wieku n.e., który według niektórych teorii ma być Radogoszczą. 
W 936 r. miał miejsce najazd Ottona I Wielkiego na Redarów. W 1005 roku Redarowie wzięli udział w wyprawie Henryka II Świętego przeciwko Bolesławowi Chrobremu. W połowie XI wieku, mimo kolejnych zwycięstw nad armią cesarską i ugruntowaniu niezależności od cesarstwa, Redarowie znacząco przyczynili się do rozbicia i skłócenia Związku wieleckiego - decydującą rolę odgrywały antagonizmy religijne. Od tamtej pory praktycznie znika zorganizowany opór przeciw germańskiej kolonizacji na Połabiu. W 1110 roku wśród Redarów i Doleńców wybucha antygermańskie powstanie. Na zbuntowanych uderza Lotar III. Zdobywa i zrównuje z ziemią dziewięć grodów, a ich ludność morduje lub uprowadza w niewolę. Pomimo okrutnych prześladowań powstanie zwiększa swój zasięg. Arcybiskup Magdeburga Adelegoz śle rozpaczliwe wezwania o pomoc do rycerstwa zachodu. W roku 1127 północna część ziemi Redarów z grodem Dyminem dostała się pod panowanie Pomorzan i od tego czasu stanowiła część składową księstwa pomorskiego. Natomiast południowe ziemie Redarów zostały podbite w latach 1127–1170 przez Marchię Północną (potem Brandenburską), kiedy to książę pomorski Kazimierz nadał te ziemie kościołowi hawelberskiemu.